# Discografia de Yung Lean

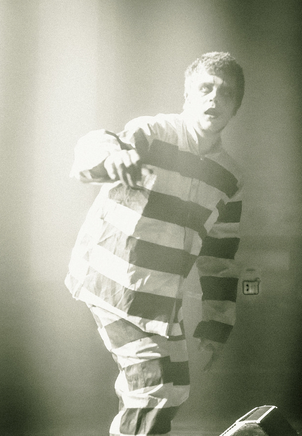
Yung Lean in February 2018

O artista sueco de hip hop Yung Lean lançou quatro álbuns de estúdio,três EPs e três mixtapes.

## Mixtapes

### Unknown Death 2002
Unknown Death 2002 é a primeira mixtape oficial do rapper sueco. Lançada em 9 de Julho de 2013, pelo selo Sadboys Entertainment. E pela gravadora Mishka NYC. O projeto foi em maioria gravado de forma independente por Lean, e pelos produtores Gud, Yung Sherman, White Armor, e Baba Slitz. 

### Frost God
Frost God é a segunda mixtape de Lean. Lançada de forma independente em 14 de Dezembro. Notavelmente lançado apos os turbulentos eventos em Miami, que afetaram Lean e sua equipe. O projeto foi feito em conjuto com membros da Goth Money Records, com rapper Adamn Killa, e com o grupo Gravity Boys Shield Gang(atual Drain Gang), produzido pelos membros da SBE e RIP Squad. 

### Poison Ivy
Poison Ivy é a terceira mixtape oficial de Lean e a primeira totalmente produzida por White Armor, lançada em 2 de novembro de 2018 pela gravadora Year0001. 

## Álbuns de Estúdio

### Unknown Memory
Unknown Memory é o primeiro álbum de estúdio do rapper sueco Yung Lean, após sua aclamada mixtape Unknown Death 2002 e seu Lavender EP, lançado em 23 de setembro de 2014.  O álbum recebeu críticas geralmente favoráveis, com muitos críticos honrando sua produção e sendo uma obra mais séria. do que os ouvintes dão crédito. O álbum que mostrou o quanto o Lean cresceu. Com a participação de Travis Scott em “Ghosttown”, Yung Lean teve pela primeira vez uma colaboração de uma estrela do rap americano.

### Warlord
Warlord é o segundo álbum de estúdio de Yung Lean. A versão padrão foi lançada em 25 de fevereiro de 2016. Uma edição deluxe foi lançada em 28 de abril de 2016, com seis faixas bônus. Uma versão não terminada do álbum padrão vazou online em 20 de janeiro de 2016 com algumas faixas diferentes.

### Stranger
Stranger é o terceiro álbum de estúdio de Lean. Lançado em 10 de Novembro de 2017. Muitas das faixas são remanescentes do projeto paralelo de Lean, JonatanLeandoer127. O título do projeto, assim como muitos dos temas e letras apresentados ao longo do álbum, são referências a romances de terror sobrenaturais e literatura gótica.

### Starz
Starz é o quarto álbum de estúdio de Yung Lean e segundo projeto produzido quase que inteiramente por White Armor. Foi precedido pelos singles "Boylife in EU", "Violence" e "Pikachu". Starz marca uma nova era de Lean. Lançado em 15 de maio pela gravadora YEAR0001. O álbum vazou em 4 de maio de 2020.

## EP's, Singles e Videoclipes

### EP
- "Lavender EP" (2013)
- "Crash Bandicoot & Ghostface / Shyguy" (2018)
- "Total Eclipse" (2019)

### Singles
- "Marble Phone" (2013)
- "Kyoto" (2013)
- "Yoshi City" (2014)
- "Crystal Clear Ice" (2015)
- "Hoover" (2016)
- "Hunting My Own Skin" (2017)
- "Skimask" (2017)
- "Blue Plastic" (2019)
- "Boylife In EU" (2020)
- "Violence" (2020)
- "Pikachu" (2020)

### Videoclipes
- "Furryballs" (2012)
- "Nekobasu" (2013)
- "Greygoose" (2013)
- "Ginseng Strip 2002" (2013)
- "Plastic G-Shock" (2013)
- "5th Element" (2013)
- "Hurt" (2013)
- "Solarflare" (2013)
- "Plastic Boy" (2013)
- "Kyoto" (2013)
- "Gatorade" (2013)
- "Motorola" (2014)
- "Lucifer Love" (2014)
- "Yoshi City" (2014)
- "Emails" (2014)
- "Gatorade" (2014)
- "Sandman" (2014)
- "Volt" (2014)
- "Blinded" (2014)
- "Diamonds" (2015)
- ''Roses'' (2015)
- "Tokyo Drift" (2015)
- "Hoover" (2015)
- "Ghostrider" (2015)
- "Miami Ultras" (2016)
- "Afghanistan" (2016)
- "Sippin" (2016)
- "Ten" (2016)
- ''Highway Patrol'' (2016)
- ''Eye Contact'' (2016)
- "Hennessy & Sailor Moon" (2016)
- "Vendetta" (2017)
- "Metallic Intuition" (2017)
- "Red Bottom Sky" (2017)
- "Happy feet" (2018)
- "Friday the 13th" (2018)
- "First Class" (2019)
- "Blue Plastic" (2019)
- "Boylife in EU" (2020)
- "Violence + Pikachu" (2020)
- ''My Agenda" (2020)
- “Outta My Head” (2020)